# Garges-lès-Gonesse
Garges-lès-Gonesse är en kommun i departementet Val-d'Oise i regionen Île-de-France i norra Frankrike. Kommunen är chef-lieu över 2 kantoner som tillhör arrondissementet Sarcelles. År 2022 hade Garges-lès-Gonesse 42 388 invånare.
Kommunen är en av de nordliga förorterna till Paris och ligger 14,1 km från Paris centrum.

## Befolkningsutveckling
Antalet invånare i kommunen Garges-lès-Gonesse
| Referens: INSEE |